# Criteri de Sylvester
En matemàtiques el criteri de Sylvester és una condició necessària i suficient per determinar si una matriu simètrica o hermítica és definida positiva.
Donada una forma bilineal simètrica definida per una matriu {\displaystyle M_{n\times n}} i pertanyent al conjunt {\displaystyle \mathbb {R} ^{n}} dels nombres reals o bé una matriu hermítica, es considera que aquesta és definida o no per un signe (negatiu o positiu) de forma total o parcial en funció dels signes de la sèrie de menors principals {\displaystyle S(m_{i})} de la pròpia matriu:
- Si tots els menors principals ({\displaystyle m_{i}}) de la matriu són majors que zero (definits positius) la matriu és definida positiva.
- Si tots els menors principals ({\displaystyle m_{i}}) de la matriu són majors o iguals que zero (semidefinits positius), la matriu és semidefinida positiva.
- Si tots els menors parells ({\displaystyle m_{i}} sent i un numero parell) són majors que zero i els imparells ({\displaystyle m_{i}} sent i un numero imparell) són menors que zero, la matriu és definida negativa.
- Si tots els menors parells ({\displaystyle m_{i}} sent i un numero parell) són majors o iguals a zero i els imparells ({\displaystyle m_{i}} sent i un numero imparell) són menors o iguals a zero, la matriu és semidefinida negativa.
- Si tots els menors principals ({\displaystyle m_{i}}) de la matriu són iguals a zero (nuls), la matriu és nul·la.
- Si la sèrie de menors {\displaystyle S(m_{i})} no segueix cap dels criteris anteriors, la matriu no té un signe definit.